# Kelsey Daugherty
Kelsey Daugherty (født 31. december 1996) er en amerikansk fodboldspiller, der spiller for målvogter Fortuna Hjørring i Gjensidige Kvindeligaen.
I Juni 2019 underskrev hendes første pro-kontrakt med den danske topklub Fortuna Hjørring.

## Karriere
Daugherty begyndte at spille fodbold, da hun var fire år gammel i sin hjemby Kennesaw, Georgia. Daugherty stræbte altid efter at være bedst med hendes håndværk og begyndte at blive seriøs omkring sin træning i en alder af 12 år. Efter en stjernekarriere på Harrison High School, som bl.a. medførte statsligt mesterskab i 2014. Hun har tidligere fået flere tilbud fra 1. divisionsklubber i USA.